# 윈 라스베이거스

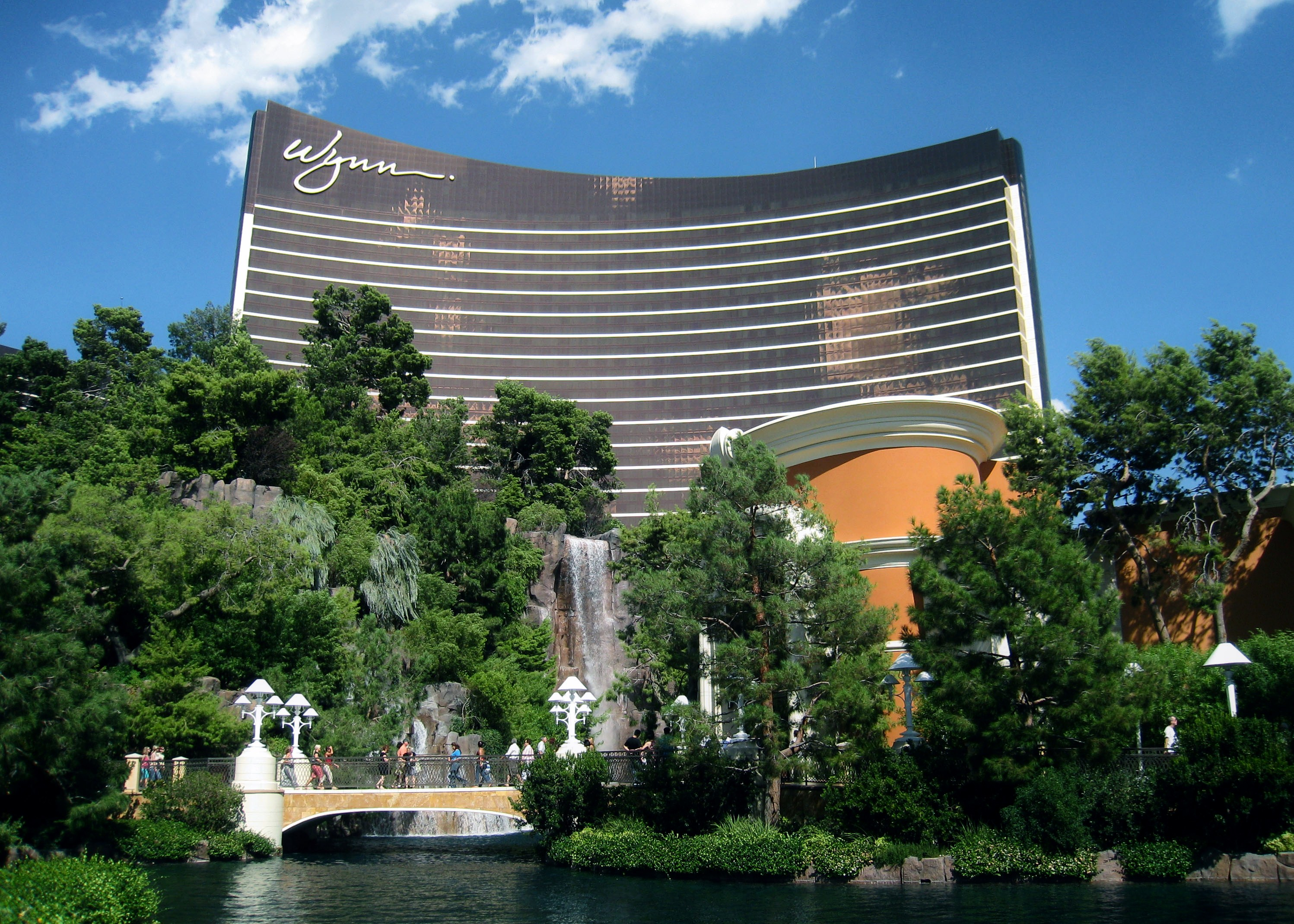
윈 라스베이거스

윈 라스베이거스(영어: Wynn Las Vegas)는 미국 네바다주 패러다이스에 있는 윈 리조트가 운영하는 카지노 호텔이다.

## 연혁
윈 라스베이거스는 1950년에 개장한 카지노 리조트인 데저트 인의 기존 위치에 건설되었다. 지역 개발자 스티브 윈은 2000년에 이 리조트를 구매하였으며, 이는 그의 아내 일레인 윈의 생일 선물로 이루어진 것이었다. 윈은 최근에 자신의 회사인 미라지 리조트를 판매하고 이 돈을 데저트 인을 구매하는 데 사용했다. 리조트는 그 해 후반에 폐쇄되었으며, 그 자리에 새로운 리조트를 건설하는 계획이 있었다. 윈은 사업가 카즈오 오카다와 그의 회사 아루제와 협력하여 프로젝트를 자금으로 지원하였다. 2001년 8월에 윈은 프로젝트에 대한 구체적인 계획을 발표하였으며, 데저트 인의 골프 코스를 유지할 것으로 예상되었다. 리조트는 2004년 어느 때든 개장될 것으로 예상되었다. 윈은 이 리조트가 최근에 판매한 자신의 이전 벨라지오 리조트와 경쟁할 것으로 예상했다.

## 수상
윈 라스베이거스는 개장 이후로 AAA 다이아몬드 어워드와 포브스 여행 안내의 파이브 스타 어워드를 연달아 수상한 바 있다. 윈 라스베이거스와 앙코르, 그리고 마카오의 윈 팰리스는 세계에서 가장 큰 포브스 파이브 스타 리조트 중 세 곳이다. 2009년 현재, 윈 컴플렉스의 두 스파는 주내에서 파이브 스타 평가를 받은 유일한 스파이다. 2017년에는 콘데 나스트 트래블러의 독자들도 두 윈 리조트를 라스베이거스의 최고의 호텔 속성으로 선정하여 고급스러움을 높게 평가했다. 이후 독자들에 의해 연달아 수상한 바 있다.